# 里砦镇
里寨镇，是中华人民共和国山西省临汾市翼城县下辖的一个乡镇级行政单位。

## 行政区划
里寨镇下辖以下地区：
里砦村、开化村、吉壁村、感军村、唐城村、东汉村、天马村、东续村、西沟村、北石村、西午寄村、东午寄村、老官庄村、神沟村、上汉村、阎强村、郑壁村和北续村。